# パーケハー
パーケハー、パケハ（Pākehā又はPakeha;[ˈpɑːkɪhɑː]マオリ語発音: [ˈpaːkɛhaː]）は、ヨーロッパ系のニュージーランド人を指すマオリ語の語。この語は、色白(fair-skinned)の人、または非マオリのニュージーランド人を指すようになった。パパア(Papa'a)は、クック諸島マオリ語で同様の意味を持っている。   
語源は不明だが、18世紀後半までにはパーケハーという言葉が使われていた。1814年12月、ベイ・オブ・アイランズのランギホウアのマオリの子供たちは、「大人たちと同じくらいパーケハーを見たがって」いた。マオリ語でこの語の名詞複数形には、ngā pākehā(定冠詞つき)、he pākehā(不定冠詞つき)などがある。この言葉が最初に英語に借用されたとき、複数形は通常"pakehas"であった。しかし、ニュージーランド英語を話す人は、次第に語尾の"s"を外し集合名詞として扱うようになってきている。 
ヨーロッパ系ニュージーランド人の間で、この言葉に対する意見はさまざまである。不快であると主張したり、自分たちの言語以外の言語で名前が付けられることに反対したりして、それを拒絶する人もである。6,507人のニュージーランド人のサンプルは、「パーケハー」という言葉が否定的な評価と関連してであるという主張を支持していない。 
2013年にオークランド大学が実施したニュージーランドの態度と価値に関する調査では、この単語が一般に軽蔑的であると考えられていた証拠は見つからなかった;しかし、ヨーロッパ系ニュージーランド人のうち、この用語を選んだのはわずか12%で、残りは「ニュージーランド人(NewZealander)」(53%)、「ニュージーランド・ヨーロッパ人(NewZealand European)」(25%)、または「キーウィ(Kiwi)」(17%)を選んだ。 

## 意味
ベイ・オブ・アイランズ(Bay of Islands)やその周辺に住むマオリは、19世紀にはパーケハーという言葉の意味を考えることはなかった。1831年、極北地区のランガティラ13人がケリケリに集まり、フランス人「マリオンの部族」からの保護を求め、ウィリアム4世宛の手紙を書いた。マオリ語で書かれたこの手紙には、「英国のヨーロッパ人」を意味する「pākehā」と「よそ者（非英国人）」を意味する「tau iwi」という言葉が使われていたことが、宣教師ウィリアム・イェイトによる同年の英語への手紙の翻訳で示されている。今日まで、英語を指すマオリ語は"reo pākehā"である。マオリは初期の植民者を指す語として、tupua（「超自然的」、「恐怖の対象、奇妙な存在」）、kehua（「幽霊」）、maitai（「金属」または「外国」人を指す）などの語も使用した。 
しかし、The Concise Māori Dictionary (Kāretu, 1990)では、pākehāを「外国人、外国人（通常白人に対して使われる）」と定義し、English–Māori,Māori–English Dictionary (Biggs, 1990)では、Pākehāを「白(人)」と定義してである。この語は、すべてのマオリ以外のすべての人々を指す、広い用法もある。すべてのマオリ語の辞書で、pākehāは軽蔑語とされていない。マオリと雑居していた初期のヨーロッパ人入植者の中には、「パーケハー・マーオリ」として知られるようになる者もいた。 

## 語源
pākehāの語源は不明であるが、最も有力な出典は、「白い肌と髪を持つ神話的で人間のようなものが、魔法の帆船に姿を変えた、アシでできたカヌーを持っていた」という口承物語で言及されたpākehakehaあるいはpakepakehāという語である。ヨーロッパ人が最初に到着したとき、彼らはボートを岸に向け、後ろを向いて漕いだが、伝統的なマオリのカヌー"waka"では、漕ぎ手は進行方向を向いている。このことから、物語に出てくる水夫は超自然的な存在であると考えられるようになったと思われる。
人類学者のアン・サーモンドは、著書「The Trial of the Cannibal Dog: The Remarkable Story of Captain Cook's Encounters in the South Seas（人食い犬の試練 南海でクック船長が遭遇した驚くべき物語）」で、部族の伝統により、マヒア(Mahia)のトフンガであるトイロア( Toiroa)がヨーロッパ人の到来を予測していたと記録した。彼は赤い髪と白い肌をしたよそ者に対し「ko te pakerewha」「それはパケレファー(pakerewhā)だ」という意味のことを言った。 
その言葉は何度か解釈がなされてきたが、どれも疑わしい。蔑視的意味合いが強い、「豚」を指すマオリ語であるポアカ(poaka)と、「ノミ」を指すマオリ語であるケハ(keha)に由来するとする説がある。この概念には語源的な根拠も言語学的な根拠もない。他のポリネシア言語と同様、マオリ語は母音という点で一般的に非常に保守的である。pā-という形態素がpoakaという語から派生することは極めて考えにくい。poakaという語自体は、あらゆるポリネシア諸語で知られる、ポリネシア祖語の語根*puakaに由来する可能性がある(puakaはトンガ語、ウヴェア語、フツナ語、ラパ・ヌイ語、マルケサス語、ニウエ語、ラロトンガ語、トケラウ語、ツバル語で使われる。サモア語、タヒチ語、ラパ・ヌイ語の方言のいくつか、ハワイ語は、変化したpuaʻaという語を使う)。あるいは英語の"porker"を借用したり混同したりしたかもしれない。ポリネシア人は、東アジアから島に豚を連れてきて住んでいたので何とも言えないが、彼らに連れられてアオテアロアに来た豚はいなかった。ノミを指すマオリ語でより一般的なのはpuruhiである。また、pākehāについて、「白豚」とか「歓迎されない白人のよそ者」という意味であるとする説もある。ただし、この語のどの部分にも「豚」、「白い」、「歓迎されない」、「よそ者」という意味はない。

## 用語に対する態度
ヨーロッパ系のニュージーランド人の、自分自身に当てはめた場合のパーケハーという言葉に対する態度は様々である。ヨーロッパ人としての祖先とは対照的に、ニュージーランドとのつながりを示すものとして心から歓迎する人もいる。この言葉に強く反対し、軽蔑的であるとか、部外者であるという意味があると主張している人もいるが、これはしばしばこの言葉の意味に関する誤った情報に基づいている。「パーケハー」というレッテルを貼られることで、自分たちの地位とニュージーランドとの生まれながらのつながりが危うくなると考える人もいる。1986年度国勢調査では、36,000人以上の回答者が「Pākehā（パーケハー）」などの提示された民族性を無視したり、「New Zealander（ニュージーランド人）」と記入したり、質問を完全に無視したりした。「NZ European or Pakeha（NZのヨーロッパ人/パケハ）」という選択肢が1996年度国勢調査で試しに作られたが、Statistics New Zealandが「一部の回答者の重大な副作用」と呼んだものを引いたことから、後の国勢調査では「ニュージーランドヨーロッパ」に置き換えられた。しかし、社会学者のPaul Spoonleyは、多くのPākehāはヨーロッパ人と同一視されないとして、新版を批判した。
ヨーロッパ系ニュージーランド人の間では、最近来た人たちとは対照的に、ニュージーランドの空間に属しているという主張を強調する行為として、マオリ語のtauiwi(「外国人」)と区別して、パーケハーという語が使われることもある。ニュージーランドに住む他者との関係において、民族性よりもむしろ国籍を強調したい人は、すべてのニュージーランド市民を単に「ニュージーランド人」または「キウイ」という口語で呼ぶことがある。
この語は、ニュージーランド最大の発行部数を誇る日刊紙『ザ・ニュージーランド・ヘラルド』のジャーナリストやコラムニストの間で広く使われている。歴史家のジューディス・ビニーは自分をPākehāと呼び、「これは最も単純で実用的な語だと思う。マオリが私たちにつけた名前だ。人々が考えているような軽蔑的な連想はなく、描写的な用語だ。ここに住んでいる人たちがくれた名前を持っているのはいいことだと思う。それが私だから」と語った。ニュージーランドの作家、歴史家のマイケル・キングは1985年に次のように書いている。「何かをパーケハーらしいと言うことは、一部の人々が言うように、ニュージーランドらしさを損なうことではない。それを強調するのだ」ドン・ブラッシュ、ジョン・キー、ヘレン・クラーク、テ・ウルロア・フラヴェルを含む政治的に幅広い層のニュージーランドの政治家が、この言葉を使っている。 

## 歴史
ニュージーランドへのヨーロッパからの移住者がパーケハー(またはニュージーランド人)になった時期は、主観的である。
最初のヨーロッパ人入植者は19世紀初頭にニュージーランドに到着したが、ほとんどは宣教師、交易、冒険家であり、永住するつもりがなかった。1840年代から、ワイタンギ条約が調印され、英国の主権が確立すると、多くのヨーロッパ人がニュージーランドに定住するようになった。これらの入植者のほとんどは英国出身であり、スコットランドから来たのは不釣り合いなほど少数だった。アイルランドや北欧・中欧からの移住者も多数いた。 
19世紀後半には、文化的ナショナリズムへの動きがあり、多くのパーケハーは自分たちを英国に住む人々とは異なるものと考え始めた。しかし、20世紀に入っても「母国」(英国、特にイングランド)との結びつきは強く残っていた。20世紀半ばのある時点まで、ほとんどのパーケハーは自分たちをイギリス人とニュージーランド人の両方であると考えていた。パケハの知識人の多くは、ニュージーランドでは不可能だったキャリアを追求するためにイギリスに移住した。この時代の著名な国外移住者であるパーケハーには、作家のキャサリン・マンスフィールドや物理学者のアーネスト・ラザフォードなどがいる。
第二次世界大戦後の数十年で、英国とパーケハーの関係は劇的に弱まった。より迅速で安価な海外旅行によって、より多くのパーケハーが他国を訪れたり、住んだりできるようになった。そこで彼らは、英国人とは異なることを知り、より強い国家的アイデンティティの必要性を感じた。1973年、英国は欧州経済共同体に加盟し、ニュージーランドを最大の市場である自由貿易から切り離し、パケハは自分たちのものと思っていた人々から裏切られたと感じている。一方、マオリ族は、特に自分たちの文化の価値とそれに対する所有権について、より強く主張するようになっていた。マオリ文化のルネッサンスによって、多くのパーケハーは自分たちの文化がないと感じ、1970年代から、多くのパーケハーの作家や芸術家がパーケハーのアイデンティティと文化の問題を探求し始めた。「パーケハー」という言葉が流行したのはこの時だというが、議論の余地がある。

## 文化的アイデンティティ
一般にパーケハーは、マオリのもののみならず、彼らの(しばしば)イギリス起源のアイデンティティや、オーストラリア、米国、カナダ、アイルランドなど他の英語圏の国家のアイデンティティとは異なるが補完し合うアイデンティティを発展させ続けている。他の多くの入植者社会と同様に、パーケハーの現代文化は、文化的な習慣、緊張、順応性の融合体であると、記述的に言うことができる。英国/ヨーロッパの文化が、マオリやポリネシアの影響、最近では、特に中国や他の極東から、更に広い文化を取り入れている。
ニュージーランドのキリスト教も、その起源は外来であるにもかかわらず、ラータナ教会やデスティニー教会のような運動や、英国国教会などのヨーロッパ起源の教会への関与を通じ、マオリによって形作られてきた。Pākehāのアイデンティティが識別される場合、一般的には、NZ kitschやチェスデールチーズなどの商標からの記号表現が使用されるが、より適切には「キウィアナ」と呼ばれることがある。 
Pākehāのアイデンティティに関する作家で歴史家の第一人者マイケル・キングは、その著書であるBeing Pākehā(1985)とBeing Pākehā Now(1999)、および著作集であるPakeha:The Quest for Identity in New Zealand(1991)において、パーケハーをニュージーランドの「二次土着の(second indigenous)」文化として概念化し、独立したパーケハーの実践と想像の概念について論じている。対照的に、マオリの美術史家ジョナサン・マネ＝フェオキは、パーケハーを「自分が何でないかによって自分自身を定義する人々。彼らは自分たちの起源や歴史、文化的遺産を忘れたいと思っており、マオリにもその起源を否定してもらい、私たちが新たに出発できるようにしたいのだ。」と表現した。 

## ノート
1. ↑   Pākehā: New Zealander of European descent, Kupu.maori.nz,  オリジナルの15 August 2017時点におけるアーカイブ。 2017年9月16日閲覧。
2. ↑  Ranford. “'Pakeha', Its Origin and Meaning”.   Māori News. 2011年2月24日時点のオリジナルよりアーカイブ。2008年2月20日閲覧。 “One approach continues the references to those with white skin colour while the more inclusive refers to all those who are non-Maori appears to be gaining currency. Today 'Pakeha' is used to describe any peoples of non-Maori or non-Polynesian heritage”
3. ↑  “Pakeha”.   Merriam-Webster. 2013年9月21日時点のオリジナルよりアーカイブ。2013年8月10日閲覧。
4. ↑  Language of the Islands: A Papa'a's Guide Archived 11 May 2011 at the Wayback Machine., http://www.cookislands.org.uk Archived 20 October 2008 at the Wayback Machine.. Retrieved 18 November 2010.
5. ↑  Nicholas (1817年). “Narrative of a voyage to New Zealand, performed in the years 1814 and 1815, in company with the Rev. Samuel Marsden”.   J. Black and son, London. 2015年9月25日閲覧。
6. 1 2  Mulgan, R.G. and Aimer, P. "Politics in New Zealand Archived 15 September 2017 at the Wayback Machine." 3rd ed., Auckland University Press pp.29–31
7. ↑  Sibley, Chris G.; Houkamau, Carla A.; Hoverd, William James (2011). “Ethnic Group Labels and Intergroup Attitudes in New Zealand: Naming Preferences Predict Distinct Ingroup and Outgroup Biases”. Analyses of Social Issues and Public Policy 11 (1):  201–220. doi:10.1111/j.1530-2415.2011.01244.x.
8. 1 2   Research busts myth that "Pākehā" is a derogatory term,  オリジナルの18 May 2017時点におけるアーカイブ。 2017年3月31日閲覧。
9. ↑  “Pakeha not a dirty word – survey”, NZ Herald, (5 February 2013) 2017年3月31日閲覧。
10. ↑  Binney, Judith (2007). Te Kerikeri 1770–1850, The Meeting Pool, Bridget Williams Books (Wellington) in association with Craig Potton Publishing (Nelson). ISBN 978-1-877242-38-0 . Chapter 13, "The Māori Leaders' Assembly, Kororipo Pā, 1831", by Manuka Henare, pp 114–116.
11. ↑   Māori Dictionary, Maoridictionary.co.nz,  オリジナルの29 April 2013時点におけるアーカイブ。 2013年5月31日閲覧。
12. ↑   Māori Dictionary, Maoridictionary.co.nz,  オリジナルの29 April 2013時点におけるアーカイブ。 2013年5月31日閲覧。
13. ↑   Māori Dictionary, Maoridictionary.co.nz, (30 June 1903),  オリジナルの29 April 2013時点におけるアーカイブ。 2013年5月31日閲覧。
14. ↑   The First Pakehas to Visit The Bay of Islands, Teaohou.natlib.govt.nz,  オリジナルの12 January 2014時点におけるアーカイブ。 2013年5月31日閲覧。
15. ↑  Orsman, Elizabeth and Harry (1994). The New Zealand Dictionary, Educational Edition. New House Publishers, Auckland. ISBN 1-86946-949-6. Page 193, second meaning.
16. ↑  Ranford. “'Pakeha', its origin and meaning”. www.maorinews.com. 2011年2月24日時点のオリジナルよりアーカイブ。2017年9月17日閲覧。
17. ↑  Binney, Judith (December 1984). “Myth and explanation in the Ringatū tradition: some aspects of the leadership of Te Kooti Arikirangi Te Turuki and Rua Kēnana Hepetipa”. Journal of the Polynesian Society 93 (4):  345–398.
18. ↑  The Trial of the Cannibal Dog: The Remarkable Story of Captain Cook's Encounters in the South Seas, by Anne Salmond, Chapter 7, "Travellers from Hawaiki".
19. ↑  Gray, Claire; Nabila, Jaber; Anglem, Jim (2013). Pakeha Identity and Whitness: What does it mean to be White?. 10. Otago University. p. 84 2017年9月17日閲覧。.
20. ↑  (1) Williams, H. W. (1971). A dictionary of the Maori language (7th ed.). Wellington, New Zealand: Government Printer. (2) Ngata, H. M. (1993). English-Maori dictionary. Wellington, New Zealand: Learning Media. (3) Ryan, P. (1997). The Reed dictionary of modern Maori (2nd ed.). Auckland, New Zealand: Reed. (4) Biggs, B. (1981). Complete English–Maori dictionary. Auckland, New Zealand: Oxford University Press.
21. ↑  Bell, Avril (1996) '"We're Just New Zealanders": Pakeha Identity Politics' in P. Spoonley et al (eds) Nga Patai: Racism and Ethnic Relations in Aotearoa/New Zealand. Palmerston North: Dunmore, pp144-158, 280–281 Bell, Avril. “We're just New Zealanders': Pakeha identity politics”. Nga Patai: Racism and Ethnic Relations in Aotearoa/ … 2017年12月20日閲覧。.
22. ↑  Misa (2006年3月8日). “Ethnic Census status tells the whole truth”. New Zealand Herald.   APN Holdings. 2012年6月28日時点のオリジナルよりアーカイブ。2010年7月15日閲覧。
23. ↑  'Pakeha' Identity Archived 31 October 2007 at the Wayback Machine., Whitiwhiti Korero, issue 5, March 2006. Human Rights Commission.
24. ↑  Statistics New Zealand. (2009). Draft report of a review of the official ethnicity statistical standard: proposals to address issues relating to the 'New Zealander' response Archived 4 July 2009 at the Wayback Machine.. Wellington: Statistics New Zealand. ISBN 978-0-478-31583-7. Accessed 27 April 2009.
25. ↑  
“Census poses a $38m question”. New Zealand Herald.   APN Holdings (2001年3月10日). 2010年7月15日閲覧。
26. ↑  Wedde, Ian; Burke, Gregory (1990) (英語). Now See Hear!: Art, Language, and Translation. Victoria University Press. p. 33. ISBN 9780864730961.  オリジナルの17 September 2017時点におけるアーカイブ。
27. ↑  These include Garth George, a conservative Pākehā columnist, Rawiri Taonui, a somewhat radical Maori academic, and John Armstrong, a mainstream political columnist.
28. ↑  Barton (2005年6月18日). “It's history, but not as we know it (interview with Judith Binney)”. New Zealand Herald.   APN Holdings. 2013年2月23日時点のオリジナルよりアーカイブ。2010年7月15日閲覧。
29. ↑  King, M. (1985), Being Pakeha: An encounter with New Zealand and the Maori Renaissance, Auckland: Hodder and Stoughton.
30. ↑  “NATIONHOOD – Don Brash Speech Orewa Rotary Club | Scoop News”. 2011年5月14日時点のオリジナルよりアーカイブ。2017年9月13日閲覧。 15 September 2017
31. ↑  “Read Hansard Reports”. www.parliament.nz. 2017年9月16日時点のオリジナルよりアーカイブ。2018年5月6日閲覧。
32. ↑  “Read Hansard Reports”. www.parliament.nz. 2017年11月1日時点のオリジナルよりアーカイブ。2018年5月6日閲覧。
33. ↑  “Flavell: Address at the Maori Party 10th Anniversary – Scoop News”. www.scoop.co.nz. 2017年9月16日時点のオリジナルよりアーカイブ。2018年5月6日閲覧。
34. 1 2  Mane-Wheoki 2000, p. 11.
35. ↑  Mane-Wheoki 2000, p. 10 cites Mike Harding, When the Pakeha Sings of Home. Auckland, 1992.
36. ↑  “The indigenous Pakeha: An interview with Michael King”. Critical English Online.   waikato.ac.n. 2017年4月11日時点のオリジナルよりアーカイブ。2017年5月12日閲覧。

## 参照資料
- Mane-Wheoki, Jonathan (2000), From Zero to 360 degrees: Cultural Ownership in a Post-European Age, University of Canterbury, International Council of Museums, Council for Education and Cultural Action Conference, New Zealand, via the Christchurch Art Gallery website,  オリジナルの4 October 2006時点におけるアーカイブ。 2018年6月5日閲覧。
- HoaniNahe、「言葉の起源「パケハ」と「カイプケ'"、ポリネシア学会誌、vol。3、1894年12月
- ニュージーランドの電子テキストセンター、S・パーシー・スミスによる19世紀のマオリ戦争